# Tédula
Tédula (em árabe: قصبة تادلة; romaniz.: Qaşbat Tādlah) é uma cidade do centro de Marrocos, que faz parte da província de Beni Mellal e da região de Tédula-Azilal. Em 2004 tinha 40 898 habitantes e estimava-se que em 2012 tivesse 44 579 habitantes.
Outros nomes ou grafias são: Qasbat Tadlah, Kasba-Tadla, Kasbat-Tadla. Tédula significa "feixe de trigo", uma evocação à grande riqueza cerealífera da região de Tédula. "Casbá" (castelo) refere-se à grande fortaleza que ainda hoje domina a cidade, mandada construir pelo fundador oficial da cidade, o sultão alauita Mulei Ismail (r. 1672–1727).
Situa-se na zona montanhosa do Médio Atlas, na margem direita do rio Morbeia (Um Erbia) e na estrada Fez-Marraquexe, 270 km, a sudoeste de Fez, , 230 km a nordeste de Marraquexe, 210 km a sudeste de Casablanca e cerca de 35 km a norte de Beni Mellal.

## História
A cidade foi tomada pela tribo berbere dos ifrânidas no início do século XI. Cerca de 1068 caiu nas mãos dos Almorávidas. Foi depois destruída por membros da tribo árabe dos Banu Hilal.
A cidade renasceu em 1687, quando o sultão Mulei Ismail e o seu filho mandaram construir a fortaleza (casbá) que lhe dá o nome, para proteger a estrada entre Marraquexe, Fez e a capital imperial, Mequinez e para controlar a poderosa confederação tribal berbere dos sanhajas. A casbá, uma das mais imponentes de Marrocos ocupa uma posição estratégica sobre o rio. Tem duas cercas de muralhas com ameias e no seu interior encontra-se o Dar El Makhzen (Palácio do Governo ou do alcaide) e duas mesquitas. Uma delas, a Grande Mesquita, apesar de estar em ruínas, ainda é impressionante, nomeadamente pelo seu minarete em tijolo de estilo almóada. O minarete da mais pequena apresenta semelhanças com a Grande Mesquita de Tiznit, com "poleiros" espetados nas paredes, reminiscentes das mesquitas subsaarianas do Mali e do Níger. Mulei Ismail mandou igualmente construir uma ponte de dez arcos desiguais sobre o Morbeia.
Durante o período colonial francês, a cidade retomou a sua função de cidade-guarnição. É desse período um dos principais monumentos da cidade, erigido em memória dos soldados franceses mortos entre 1912 e 1933, constituído por quatro enormes pilares quadrados. É junto a esse memorial que se realiza um grande soco (mercado) todas as segundas-feiras. O local é igualmente um miradouro com excelentes vistas para a cidade, as suas vizinhanças e para o lado das montanhas, os cumes que permanecem cobertos de neve até abril ou maio.